# Hans Lippershey
Hans Lippershey (Wesel, 1572 – Midelburgo, setembro de 1619) foi um fabricante de lentes dos Países Baixos. Hans nasceu em Wesel, Alemanha. Mudou-se para Middelburg, Países Baixos, casou-se em 1594 e tornou-se cidadão holandês em 1602, permanecendo na mesma cidade até sua morte.
É creditado a Lippershey a criação e disseminação de projetos dos primeiros telescópios práticos. Telescópios crus e lentes especiais podem ter sido criadas antes, mas acredita-se que Lippershey foi o primeiro a aplicar uma patente de seu projeto, tornando o produto disponível para uso exclusivo de seu país em 1608.
Na época da criação da Luneta, a Holanda estava em guerra com a Espanha. O príncipe Holandês achou aquela invenção muito interessante, pois permitia observar a movimentação dos países inimigos. O grande cientista Galileu Galilei foi quem teve a ideia de criar o seu próprio instrumento, após ter ficado sabendo da criação de tal, apontou a luneta para o céu e assim pôde obter e proporcionar uma nova visão do mundo.